# 莫拉扎纳
莫拉扎纳（義大利語：Molazzana），是意大利卢卡省的一个市镇。总面积31平方公里，人口1154人，人口密度37.2人/平方公里（2009年）。ISTAT代码为046020。